# Quisiera (canción)
«Quisiera» es el primer sencillo del grupo femenino de pop ecuatoriano Kiruba, con el que comenzó la "Kirubamanía" entre los ecuatorianos, sobre todo entre los niños y adolescentes. Se ha convertido en uno de los temas más populares en la historia de la música ecuatoriana tras su debut en abril de 2003. 
Quisiera es, a su vez, uno de los single-debut más importantes de la historia del Ecuador, debido sobre todo a la cobertura que los medios dieron al grupo durante el reality show Popstars, del que salieron las cinco chicas. El tema es extraído del álbum Kiruba.
El video del sencillo, grabado totalmente de forma digital, fue producido en Colombia y llegó a ocupar el primer lugar del top de la televisión ecuatoriana por cuatro semanas consecutivas, además de alcanzar el decimoquinto en la cadena de música latina HTV.
Versiones remezcladas del tema han aparecido a lo largo de los años, sobre todo en cuanto al género dance se refiere, una de ellas, llamada Quisiera (mix matrix), de un DJ ambateño, se convirtió en la más conocida de las versiones no oficiales del sencillo.